# I Won't Dance
I Won't Dance è il secondo singolo della band heavy metal svizzera Celtic Frost, pubblicato il 23 marzo 1987 da Noise Records, pochi mesi prima della pubblicazione del terzo disco Into the Pandemonium.
Nello stesso anno è stato ristampato in Europa con l'aggiunta della bonus track Tristesses de la Lune.

## Tracce
1. I Won't Dance - 4:31
2. One in Their Pride - 5:52

### Bonus track (versione europea)
1. Tristesses de la Lune - 2:58

## Formazione
- Thomas Gabriel Fischer - voce, chitarra
- Ron Marks - chitarra
- Martin Eric Ain - basso, voce d'accompagnamento
- Reed St. Mark - batteria, percussioni, voce d'accompagnamento

### Crediti
- Isolde Ohlbaum - artwork[2]